# آردل
آردل (به فرانسوی: Ardelles) یک کمون در فرانسه است که در canton of Châteauneuf-en-Thymerais واقع شده‌است. آردل ۱۰٫۴ کیلومتر مربع مساحت دارد ۲۲۸ متر بالاتر از سطح دریا واقع شده‌است.